# Mohamed Nejmi
Mohamed Nejmi (en arabe : محمد نجمي), né en 1959 à Aïn Chock (Casablanca), est un footballeur international marocain, reconverti entraîneur et dirigeant, qui évoluait au poste de défenseur central au Raja Club Athletic.
Il intègre les juniors du centre de formation du Raja CA en 1973 mais il arrête un an après en raison de ses études. Il commence sa carrière professionnelle en 1976 avec le Racing Athletic Club où il sera sacré meilleur buteur du championnat D2 alors qu'il était défenseur. En 1979, Il fait son retour au Raja CA et s'impose dans la ligne défensive. Il remporte la Coupe du trône en 1982 et le championnat en 1988 avant de prendre sa retraite en 1989.
Avec les Lions de l'Atlas, il est appelé à la sélection juniors par Hassan Akesbi et à celle des espoirs par Mohammed Labsir. Sous la houlette de Abdellah El Ammari, il remporte avec l'équipe nationale A le tournoi de Pékin en 1981.
Après sa retraite de joueur, Nejmi entame en 1990 une second carrière au Raja CA et prend en charge la formation des jeunes footballeurs. Par la suite, il occupe au club les fonctions de directeur sportif, entraîneur-adjoint ou entraîneur en intérim.

## Biographie

### En club

#### Jeunesse et formation
Né en 1957 dans le quartier de Aïn Chock, là où a également grandi Abdelmajid Dolmy, Mohamed Nejmi a d'abord traîné ses espadrilles dans les terrains vagues avoisinant le domicile familial avant d'être repéré par le fameux président de la commission des jeunes du Raja CA, Hadj Dernane.
Il le fit venir chez les Verts pour évoluer avec les juniors. En fait, il avait le choix entre ce club et le rival, le Wydad AC, mais pour une question d'horaire d'entraînement, il opta pour le Raja dont les jeunes s'entraînaient entre 12h et 14h. Il ne restera dans cette catégorie qu'une année, sous la houlette de Houmane Jarir, en raison de ses études.

#### Débuts au Racing AC (1976-1979)
Après avoir obtenu le baccalauréat en 1975, il rejoint le Racing AC un an après sous l'influence de Abdelhak Rizkallah, plus connu sous le nom Mendoza, où il évoluera pendant trois saisons et fit étalage de son talent.
En 1978, il fut classé meilleur buteur de la deuxième division alors qu'il avait un statut de défenseur.

#### Confirmation au Raja CA (1979-1989)
En 1979, alors qu'il a décroché son diplôme de professeur d'éducation physique, Nejmi rejoints les rangs du Raja Club Athletic sous la requête de Maître Ghollam, membre du comité du club.
Il joue sa première rencontre sous la houlette direction de l'hongrois Pál Orosz contre le COD Meknès au Stade Père Jégo et commence ainsi une carrière accomplie aux côtés d'une kyrielle de talents à l'image de Abdelmajid Dolmy, Mohamed Laarabi, Abdellatif Beggar, Jawad Al Andaloussi, Abdelhak Souadi ou Said Seddiki. Depuis cette date, ce défenseur rugueux ne va plus quitter les rangs du Raja. Il disputa lors de certaines saisons 30 matchs sur 30 du championnat.
Le 14 mars 1982 au Stade Roches noires à Casablanca, il est titulaire lors de la finale de la Coupe du trône opposant le Raja CA à la Renaissance de Kénitra. A la 61e minute, Abdellatif Beggar marqua le seul but de la rencontre sur penalty, et offrit au Raja son troisième titre de la compétition et le premier de la carrière de Mohamed Nejmi.
Le 21 août 1983, le Raja joue pour la deuxième fois consécutive la finale de la Coupe du trône, cette fois face à l'Olympique de Casablanca au Stade Mohamed V. Toujours titulaire dans la ligne défensive, Nejmi et son équipe perdent le titre aux tirs au but (4-5), après que le match s'est soldé sur match nul (1-1).
Le 17 juillet 1988, il remporte son premier championnat lorsque le Raja est sacré champion du Maroc de la saison 1987-1988. L'équipe s'impose au Stade Abdelkader Allam contre l'Union de Sidi Kacem grâce au but victorieux de Abderrahim Hamraoui (0-1).

### En sélection
En sélection, il évolue avec les juniors sous la direction de Hassan Akesbi et avec celle des espoirs sous Mohammed Labsir.
En équipe nationale A, il affiche quelques sélections et remporte  le tournoi amical de Pékin en 1981 sous la houlette de Abdellah El Ammari.

### Carrière d'entraîneur
Cependant, il a gardé une passion pour le football puisqu'il sera appelé à faire partie de l'encadrement du Raja avec plusieurs responsabilités, directeur technique, directeur sportif, entraîneur adjoint, entraîneur, responsable des jeunes etc.
En 1990, le président du Raja CA Mohamed Aouzal lui confie l'encadrement des jeunes, un poste qu'il va occuper pendant près de quinze ans. En 2000, il devient entraîneur-adjoint de l'équipe première.
Le 28 mai 2001, Silvester Takač est limogé après l'élimination de la Ligue des champions 2001 face au TP Mazembe malgré un titre de championnat remporté quelques jours plus tôt, le sixième de suite. Son adjoint Mohamed Nejmi assure l'intérim jusqu'à la fin de la saison. Les deux matchs qu'il dispute se soldent sur un nul 0-0 face à l'AS FAR et une victoire 1-0 contre le Raja de Béni Mellal.
La saison suivante, il succède à Fathi Jamal après sa démission en décembre 2001. Il assure l'intérim durant un mois avant que l'ancien sélectionneur de l'équipe national belge Walter Meews ne soit nommé au poste d'entraîneur en janvier 2002.
Au début de la saison 2004-2005, Alain Fiard est limogé le 23 novembre 2004 après un faux départ en championnat. Directeur sportif, Nejmi prend la relève pendant deux semaines et dispute le Derby face au Wydad qui se termine sur un nul 1-1. Le 8 décembre, Henri Stambouli est engagé.
Le 7 décembre 2006, Paco Fortes remplace Oscar Fulloné après un début catastrophique en championnat où l'équipe pointe à la 13e place, avec dix points engrangés au terme des dix premières journées. L'espagnol est à son tour limogé avant la fin de la saison, et l’intérim est assuré par Mohamed Nejmi, alors directeur sportif. Le Raja qui n'a plus remporté une victoire depuis 11 matchs, réussira à redresser la tête en remportant 4 des 8 dernières journées et terminer 11e du classement grâce à la forme électrique de Soufiane Alloudi.
En 2009, il devient l'entraineur de l'Union sportive de Mohammédia, qui évolue alors en Botola D2. Il manque de peu la montée durant la saison 2009-2010 en finissant troisième au classement. En 2011-2012, le club finit en quatrième position. Il se base principalement sur la formation malgré l’absence de moyens financiers à la hauteur de ses ambitions et de celles du comité du club.
En janvier 2015, il se sépare de l'US Mohammédia à l'amiable après de mauvais résultats.
Entre 2017 et 2018, il occupe les fonctions de directeur sportif et de directeur de la formation au Raja CA.
Il est connu pour avoir lancé dans le bain des dizaines de jeunes dont Mustapha Moustawdaa, Mohamed Armoumen, Adil Serraj, Talal El Karkouri, Abdelilah Fahmi, Salaheddine Bassir, Omar Nejjary, Soufiane Alloudi, Mohamed Oulhaj, Mohsine Moutouali et bien d'autres encore.

## Palmarès

### En tant que joueur

#### En sélection
Équipe du Maroc
- Tournoi de Pékin
  - Vainqueur en 1981

#### En club
Raja Club Athletic
- Championnat du Maroc (1)
  - Champion en 1987-88.
  - Vice-champion en 1985-86.

- Coupe du Trône (1)
  - Vainqueur en 1981-82.
  - Finaliste en 1982-83.

### En tant qu'entraîneur-adjoint
Raja Club Athletic
- Championnat du Maroc (2)
  - Champion en 2000 et 2001